# Нижньобулатецька волость
Нижньобулатецька волость — адміністративно-територіальна одиниця Лубенського повіту Полтавської губернії з центром у селі Нижній Булатець.
Станом на 1885 рік — складалася з 19 поселень, 19 сільських громад. Населення 8228 — осіб (4101 особа чоловічої статі та 4127 — жіночої), 1459 дворових господарств.
За матеріалами перепису 1910 року Нижньобулатецька волость уже не згадується, ймовірно, на основі її території, а також на теренах Матяшівської і Вільшанської була створена вже Лубенська волость.

Основні поселення волості:
- Нижній Булатець — колишнє державне та власницьке село при річці Булатець за 5 верст від повітового міста, 125 дворів, 650 мешканців, православна церква, 18 вітряних млинів.
- Олександрівка — колишнє державне та власницьке село при річці Сліпорід, 197 дворів, 960 мешканців, православна церква, постоялий будинок, 18 вітряних млинів, цегляний завод.
- Вищий Булатець — колишнє державне та власницьке село при річці Булатець, 233 дворів, 1300 мешканців, православна церква, школа, 23 вітряних млинів.
- В'язівок — колишнє державне село при річці Ясхедиха, 275 дворів, 1200 мешканців, православна церква, 22 вітряних млини.
- Кононівка — колишнє державне та власницьке село, 138 дворів, 650 мешканців, православна церква, постоялий будинок, 25 вітряних млинів.
- Михнівці — колишнє державне та власницьке село при річці Сліпорід, 178 дворів, 1050 мешканців, православна церква, постоялий будинок, 12 вітряних млинів.
- Чуднівці — колишнє державне селище, 88 дворів, 500 мешканців, постоялий будинок, 10 вітряних млинів.